# Jul, jul, strålande jul
Jul, jul, strålande jul (deutsch: „Weihnachten, Weihnachten, strahlendes Weihnachten“) ist ein schwedisches Weihnachtslied. Den Text schrieb Edvard Evers, die Melodie wurde von Gustaf Nordqvist komponiert. Es wurde erstmals 1921 im Musikverlag Abraham Lundquist AB veröffentlicht. Es „hat in Schweden eine ähnliche Bekanntheit wie bei uns in Deutschland das Lied ‚Stille Nacht, heilige Nacht‘“. Jul, jul, strålande jul wurde ursprünglich als Sololied mit Klavierbegleitung komponiert und 1940 zu einer Chorversion überarbeitet. Die erste bekannte Aufnahme des Liedes stammt aus dem Jahr 1924 vom Strandbergs kvartett, als B-Seite der Single Hosianna.

## Text
| Schwedisch | Übersetzung |
| --- | --- |
| 1. Jul, jul, strålande jul, glans över vita skogar, himmelens kronor med gnistrande ljus, glimmande bågar i alla Guds hus, psalm, som är sjungen från tid till tid, eviga längtan till ljus och frid! Jul, jul, strålande jul glans över vita skogar! 2. Kom, kom, signade jul! Sänk dina vita vingar över stridernas blod och larm, över all suckan ur människobarm, över de släkten som gå till ro, över de ungas dagande bo! Kom, kom, signade jul, sänk dina vita vingar! | „1. Weihnachten, Weihnachten, strahlendes Weihnachten, Glanz über weiße Wälder, die Krone des Himmelns mit glitzerndem Licht, funkelnde Bögen in allen Häusern Gottes, Psalme, die durch alle Zeiten gesungen werden, durch die Ewigkeit zu Licht und Frieden. Weihnachten, Weihnachten, strahlendes Weihnachten, Glanz über weiße Wälder. 2. Komm, komm, gesegnetes Weihnachten! Senke deine weißen Flügel über das Unheil und Blut des Krieges über das Seufzen der Menschheit, über die Sippen, die sich zur Ruhe legen, über das Tagwerk der Jugend. Komm, komm, gesegnetes Weihnachten! Senke deine weißen Flügel herab.“ |

## Cover und Interpretationen
Das Lied wurde in Schweden, anderen skandinavischen Ländern und international Gegenstand zahlreicher Cover und Interpretationen. Bekannte Versionen stammen von The Real Group, Cyndee Peters, Tommy Körberg, Göteborgs Gosskör, Linköpings Studentsångare, Orphei Drängar, Stockholms Studentsångare, Anki Bagger, Sofia Karlsson, Sissel Kyrkjebø, Carola Häggkvist, Jan Malmsjö, Göran Lindberg und Thorleifs. Im Jahr 2008 wurde das Lied von Amy Diamond auf ihrem Album En helt ny jul aufgenommen. Im Jahr 2009 interpretierten es E.M.D. auf ihrem Album Välkommen hem. 2012 nahm Sanna Nielsen das Lied für ihr Album Vinternatten auf.
Eine Aufnahme von Christer Sjögren stieg am 14. Dezember 2002 in die schwedischen Singles-Charts ein und erreichte Platz 7. Die Version von Carola Häggkvist war 2013 und in den folgenden Jahren während der Weihnachtszeit in den schwedischen Single-Charts vertreten. Die Spitzenposition ihrer Version war Platz 29 im Jahr 2018.
Eine englische Interpretation mit dem Titel Wonderful Peace stammt von Norman Luboff.